# Autoria de les obres de Shakespeare
Hi ha qui qüestiona l'autoria de les obres de William Shakespeare de Stratford-upon-Avon. Els anti-Stratfordians –un terme per referir-se als que s'adhereixen a les diverses teories alternatives de l'autoria d'aquestes obres– argumenten que Shakespeare de Stratford era una tapadora que encobria la vertadera identitat de l'autor o autors de les obres, que per qualque motiu no volia o no podia acceptar que se li acreditàs públicament. Encara que la idea ha atret molt d'interès públic, la immensa majoria dels estudiosos de Shakespeare i d'historiadors literaris la consideren una creença marginal i la reconeixen només per refutar-la o menysprear-la.
De l'autoria de Shakespeare se'n va dubtar per primera vegada a mitjans del segle xix, quan el clam que Shakespeare era el millor escriptor de tots els temps s'havia popularitzat. La biografia de Shakespeare, en particular els seus orígens humils i vida obscura, semblaven incompatibles amb la seva eminència poètica i la seva reputació de geni, cosa que aixecà sospites que Shakespeare podria no haver escrit les obres que se li atribueixen. Des de llavors la controvèrsia ha engendrat diverses obres que la tracten i s'han proposat fins a 80 candidats a l'autoria, incloent Francis Bacon; William Stanley, 6è Comte de Derby; Christopher Marlowe; i Edward de Vere, 17è Comte d'Oxford.
Els defensors dels candidats alternatius argumenten que William Shakespeare mancava de l'educació, la sensibilitat aristocràtica o la familiaritat amb la reialesa que figura a les obres. Els estudiosos de Shakespeare que han respost aquestes acusacions exposen que les interpretacions biogràfiques de la literatura no són fiables a l'hora d'atribuir l'autoria i que la convergència de proves a favor de l'autoria de Shakespeare (portades, testimonis d'altres poetes i historiadors coetanis i documents oficials) és la mateixa que s'empra per a la resta d'atribucions d'autoria de la seva època. No hi ha cap candidat alternatiu amb tal quantitat de proves directes, a part del fet que no se'n qüestionà l'autoria ni en vida seva ni durant els segles posteriors a la seva mort.
Malgrat el consens entre els estudiosos, un grup relativament petit però molt visible i que inclou figures públiques prominents ha qüestionat l'atribució convencional de l'autoria. Els anti-Stratfordians lluiten perquè es reconegui la qüestió de l'autoria com un camp legítim d'estudi i perquè s'accepti un o altre dels diversos candidats a l'autoria.

## Visió general
Els arguments que presenten els qui qüestionen l'autoria de Shakespeare comparteixen una sèrie de característiques. Intenten desqualificar-lo com a autor i sovint ofereixen arguments a favor d'un altre candidat. Normalment postulen qualque tipus de conspiració que va protegir la vertadera identitat de l'autor, que explicaria per què no es conserva documentació a favor de l'autoria del seu candidat i per què el registre històric assigna Shakespeare com a autor.
La majoria d'anti-Stratfordians diuen que les obres de Shakespeare exhibeixen tal amplitud de coneixement íntim de les corts i polítiques elisabetianes i jacobines que tan sols un noble molt educat o un membre de la mateixa cort podria haver-les escrit. A part de les referències literàries, comentaris crítics i notes d'actuació, la resta d'informació disponible sobre la vida de Shakespeare en tracta detalls mundans com ara el registre civil dels seus baptisme, casament i mort, registres d'impostos, demandes per recuperar deutes i transaccions de béns immobles. A més, no hi ha cap document que atesti que rebés una educació. No es conserva cap carta ni manuscrit literari escrit amb total certesa per Shakespeare de Stratford. Malgrat el baix percentatge de documents supervivents d'aquest període, pels escèptics aquestes llacunes suggereixen el perfil d'una persona molt diferent del poeta i dramaturg. Algunes figures públiques prominents, incloent Walt Whitman, Mark Twain, Helen Keller, Henry James, Sigmund Freud, Charlie Chaplin i Orson Welles, s'han vist persuadits pels arguments contraris a l'autoria de Shakespeare; els seus endossos són un argument important a moltes teories anti-Stratfordianes.
Al nucli de la discussió hi rau l'acceptabilitat de les proves emprades a favor dels autors respectius. Els anti-Stratfordians es basen en el que s'ha anomenat «retòrica d'acumulació», o en el que ells designen com a proves circumstancials: les similituds entre els personatges i els esdeveniments que apareixen en les obres i la biografia del candidat en qüestió; paral·lelismes amb les obres conegudes del candidat; i codis amagats i al·lusions criptogràfiques a les obres de Shakespeare o als textos escrits per autors coetanis. En canvi, els estudiosos de Shakespeare i historiadors literaris es basen principalment en proves directes i documentades –en forma de signatures a portades i registres governamentals– i testimonis coetanis de poetes, historiadors i aquells actors i dramaturgs que treballaren amb ell, així com en estilometria moderna. Els estudiosos afirmen que tots aquests fets convergeixen en confirmar William Shakespeare com a autor. Aquests criteris són els mateixos emprats per acreditar l'autoria a altres autors de l'època i s'accepten com a metodologia estàndard d'atribució.